# Benoît Corboz
Benoît Corboz, né en 1962, est un musicien, claviériste, compositeur et ingénieur du son vaudois, en Suisse.

## Biographie
Benoît Corboz naît dans une famille où la musique est très présente, puisqu'il est le fils du chef de chœur et d'orchestre Michel Corboz ; à l'âge de douze ans, il se met au piano. Autodidacte, il n'a pas suivi de cursus au conservatoire mais a fréquenté les cours de la section artistique du collège Voltaire de Genève entre 1979 et 1982, dont le responsable artistique était alors son petit cousin Philippe Corboz. 
Musicien enthousiaste, Benoît Corboz est rapidement amené à collaborer avec de nombreux musiciens et chanteurs dans le domaine du jazz, de la variété, du rock et de la musique classique. Il travaille avec des personnalités aussi connues que Maria Bethania, Ray Anderson, Michel Corboz (son père), Dee Dee Bridgewater, Alvin Slaghter, Françoise Hardy, Christophe, Sophie Hunger, The Young Gods ou Rodolphe Burger. 
Également compositeur, Benoît Corboz a écrit des musiques instrumentales, de films ou des indicatifs pour des émissions de radio et de télévision, allant des radios locales suisses à TV5, en passant par la radio télévision suisse. Il a également composé plusieurs pièces classiques pour chœur et orchestre, comme Les tableaux de la révélation, Le cantique du Royaume et La cantate du millénaire. En juin 2010, Benoît Corboz, ami du trompettiste qu'il a accompagné depuis 1985, rejoint l'Erik Truffaz Quartet, qu'il côtoie depuis plus de douze ans déjà comme ingénieur du son et musicien.
Benoît Corboz vit à Lausanne et poursuit son aventure musicale avec Erik Truffaz et son quartette tout en continuant son travail d'ingénieur du son au Studio du Flon, qu'il gère depuis plus de dix ans. Benoît Corboz ne doit pas être confondu avec son petit-cousin du même nom et même prénom, également musicien.

## Sources
- « Benoît Corboz », sur la base de données des personnalités vaudoises sur la plateforme « Patrinum » de la Bibliothèque cantonale et universitaire de Lausanne.
- sites et références mentionnés
- "Une question de marketing", Le Temps, 2009/09/12
- "Tous venus voir le maître ès trompettes", La Montagne, 2011/11/21, p. Vichy-10
- "(Plus) petits mais costauds", 24 Heures, 2008/02/15, p. 29
- "Erik Truffaz Quartett", Paris-Normandie, 2011/01/29, p. Vernon-42.